# Nephus roepkei
Nephus roepkei är en skalbaggsart som först beskrevs av Fluiter 1938.  Nephus roepkei ingår i släktet Nephus och familjen nyckelpigor. Inga underarter finns listade i Catalogue of Life.